# Wereldkampioenschappen schaatsen afstanden 2021 - 500 meter vrouwen
De 500 meter vrouwen op de wereldkampioenschappen schaatsen afstanden 2021 werd gereden op vrijdag 12 februari 2021 in het ijsstadion Thialf in Heerenveen, Nederland.
Titelverdediger was Nao Kodaira, maar de Japanners sloegen vanwege de coronapandemie dit wereldkampioenschap over. Haar titel ging naar Angelina Golikova namens Team RSU (Rusland) die sneller was dan Femke Kok en Olga Fatkoelina.

## Uitslag
| #      | Schaatser              | Land                  | Tijd  |
| ------ | ---------------------- | --------------------- | ----- |
| Goud   | Angelina Golikova      | Russian Skating Union | 37,14 |
| Zilver | Femke Kok              | Nederland             | 37,28 |
| Brons  | Olga Fatkoelina        | Russian Skating Union | 37,45 |
| 4      | Jutta Leerdam          | Nederland             | 37,61 |
| 5      | Vanessa Herzog         | Oostenrijk            | 37,85 |
| 6      | Darja Katsjanova       | Russian Skating Union | 37,89 |
| 7      | Heather McLean         | Canada                | 37,97 |
| 8      | Brittany Bowe          | Verenigde Staten      | 37,98 |
| 9      | Andżelika Wójcik       | Polen                 | 38,04 |
| 10     | Kaja Ziomek            | Polen                 | 38,17 |
| 11     | Jekaterina Ajdova      | Kazachstan            | 38,21 |
| 12     | Kaylin Irvine          | Canada                | 38,22 |
| 13     | Anna Nifontova         | Wit-Rusland           | 38,45 |
| 14     | Suzanne Schulting      | Nederland             | 38,75 |
| 15     | Julie Nistad Samsonsen | Noorwegen             | 38,94 |
| 16     | Katja Franzen          | Duitsland             | 39,09 |
| 17     | Béatrice Lamarche      | Canada                | 39,10 |
| 18     | Stien Vanhoutte        | België                | 39,24 |
| 19     | Sandrine Tas           | België                | 39,57 |
| 20     | Anna Ostlender         | Duitsland             | 39,60 |
| 21     | Martine Ripsrud        | Noorwegen             | 39,62 |

1996 · 
1997 · 
1998 · 
1999 · 
2000 · 
2001 · 
2003 · 
2004 · 
2005 · 
2007 · 
2008 · 
2009 · 
2011 · 
2012 · 
2013 · 
2015 · 
2016 · 
2017 · 
2019 · 
2020 · 
2021 · 
2023 · 
2024 · 
2025